# Маннес, Дэвид
Дэвид Маннес (англ. David Mannes; 16 февраля 1866, Нью-Йорк, Нью-Йорк — 25 апреля 1959, Нью-Йорк, Нью-Йорк) — американский скрипач, дирижёр и музыкальный педагог.
Происходя из очень бедной семьи польских эмигрантов, Маннес не получил систематического музыкального образования. Выучившись самоучкой, он играл на катках, на улице, в музеях восковых фигур. Бесплатные уроки подростку Маннесу давал чернокожий скрипач Джон Дуглас, учившийся в Парижской консерватории, но не имевший возможности выступать в США из-за своей расовой принадлежности. Затем, однако, Маннесу удалось отправиться для учёбы в Берлин, где он занимался у Генриха де Аны и Карла Халира.
По преданию, в 1891 году Маннеса, игравшего в антракте в фойе одного из нью-йоркских театров, услышал главный дирижёр Нью-Йоркского симфонического оркестра Вальтер Дамрош, пригласивший его в свой оркестр. В 1898—1912 годах Маннес был концертмейстером оркестра; в 1898-м году же он женился на младшей сестре Дамроша, пианистке и певице Кларе Дамрош.
Маннес и его жена внесли большой вклад в организацию музыкального образования в Нью-Йорке. В 1900 году Маннес стал директором Нью-йоркской музыкальной школы. Не имея возможности, из-за общественного мнения, принимать в неё темнокожих учеников, он основал в 1912 году специальную музыкальную школу для темнокожих в нью-йоркском негритянском квартале Гарлем. Наконец, в 1916 году вместе с женой Маннес основал в Нью-Йорке Музыкальную школу Маннеса — небольшую частную консерваторию, в дальнейшем развившуюся в Маннес-колледж.
В 1938 году Дэвид Маннес опубликовал автобиографическую книгу «Музыка — моя вера» (англ. Music is My Faith).